# Alfara de Carles
Alfara de Carles (spanisch Alfara) ist eine Gemeinde im Süden Kataloniens mit 361 Einwohnern (Stand: 2024) und liegt in der Provinz Tarragona und der Comarca Baix Camp.

## Lage
Alfara de Carles liegt etwa 76 Kilometer westsüdwestlich von Tarragona in einer durchschnittlichen Höhe von ca. 335 m. Die Gemeinde liegt oberhalb des Ebro-Tals.

## Bevölkerungsentwicklung
| Jahr      | 1970 | 1981 | 1991 | 2001 | 2011 | 2021 |
| Einwohner | 551  | 441  | 391  | 362  | 400  | 376  |

## Sehenswürdigkeiten
- Cova Pintada, für die Höhlenbildkunst Teil des UNESCO-Weltkulturerbes Felsmalereien in der spanischen Levante (874-044)
- Burgruine von Carles
- Augustinuskirche
- Magdalenenkapelle
- Luzienkapelle

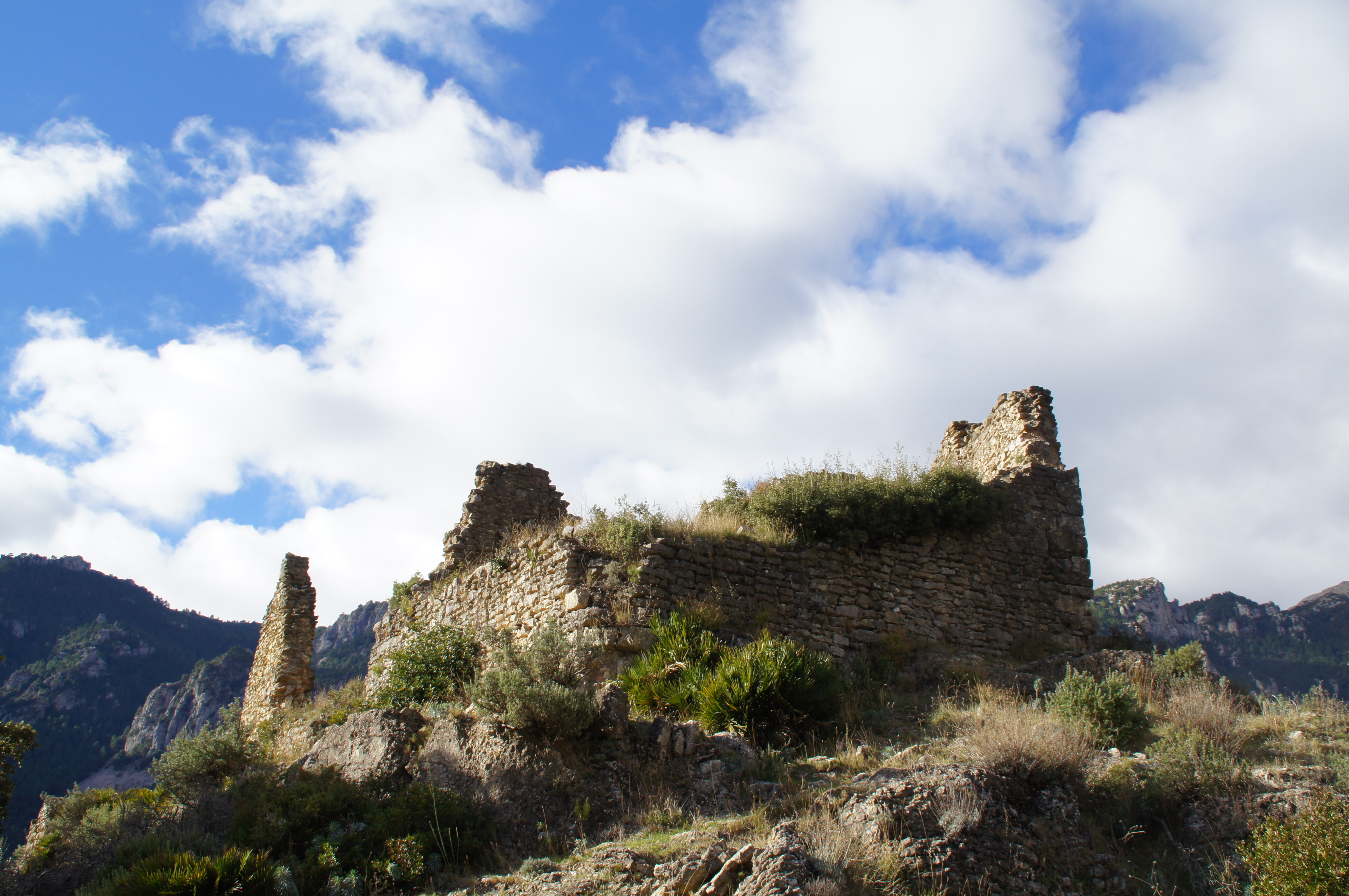
Maurische Burgruine von Carles
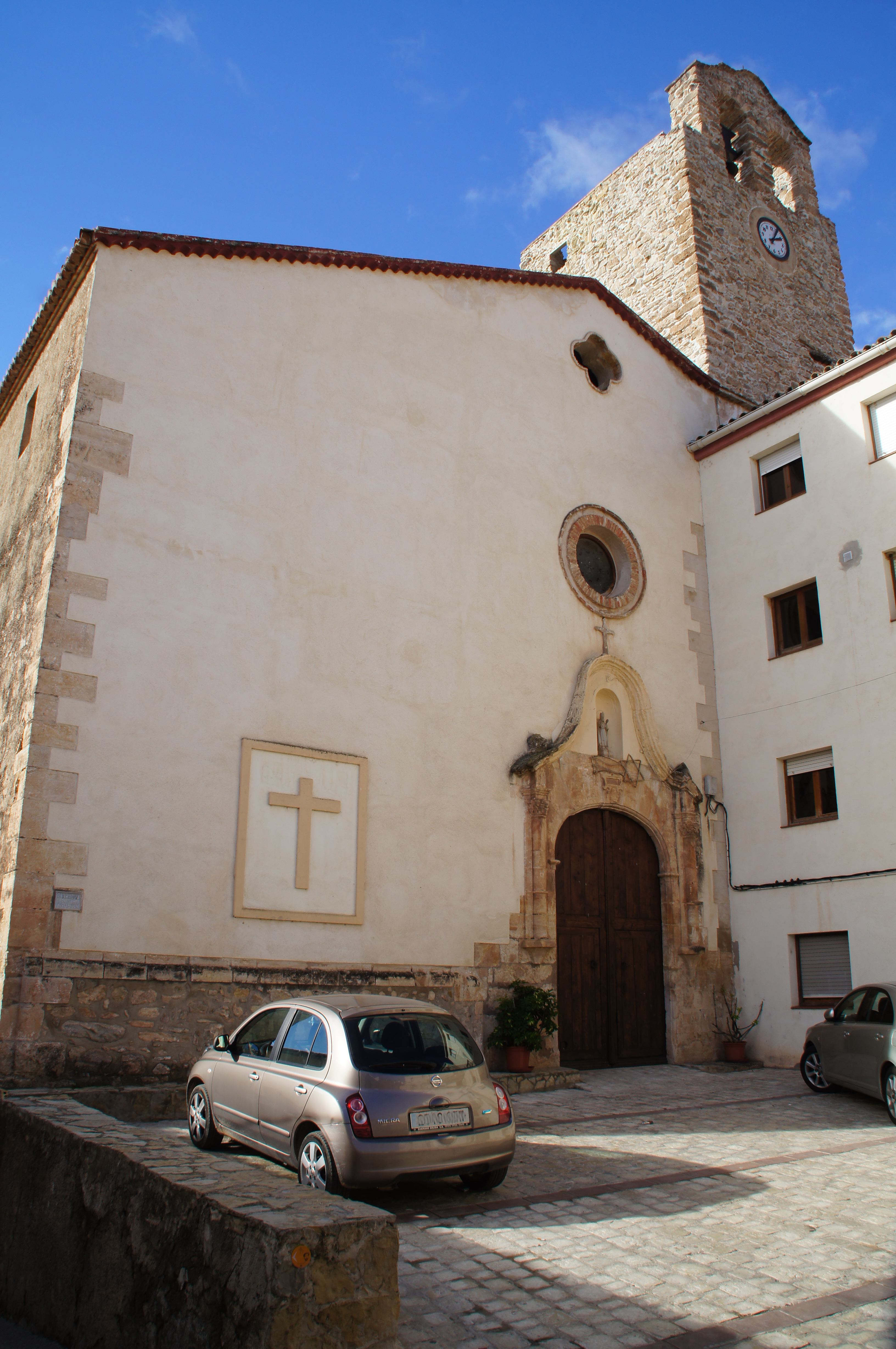
Augustinuskirche
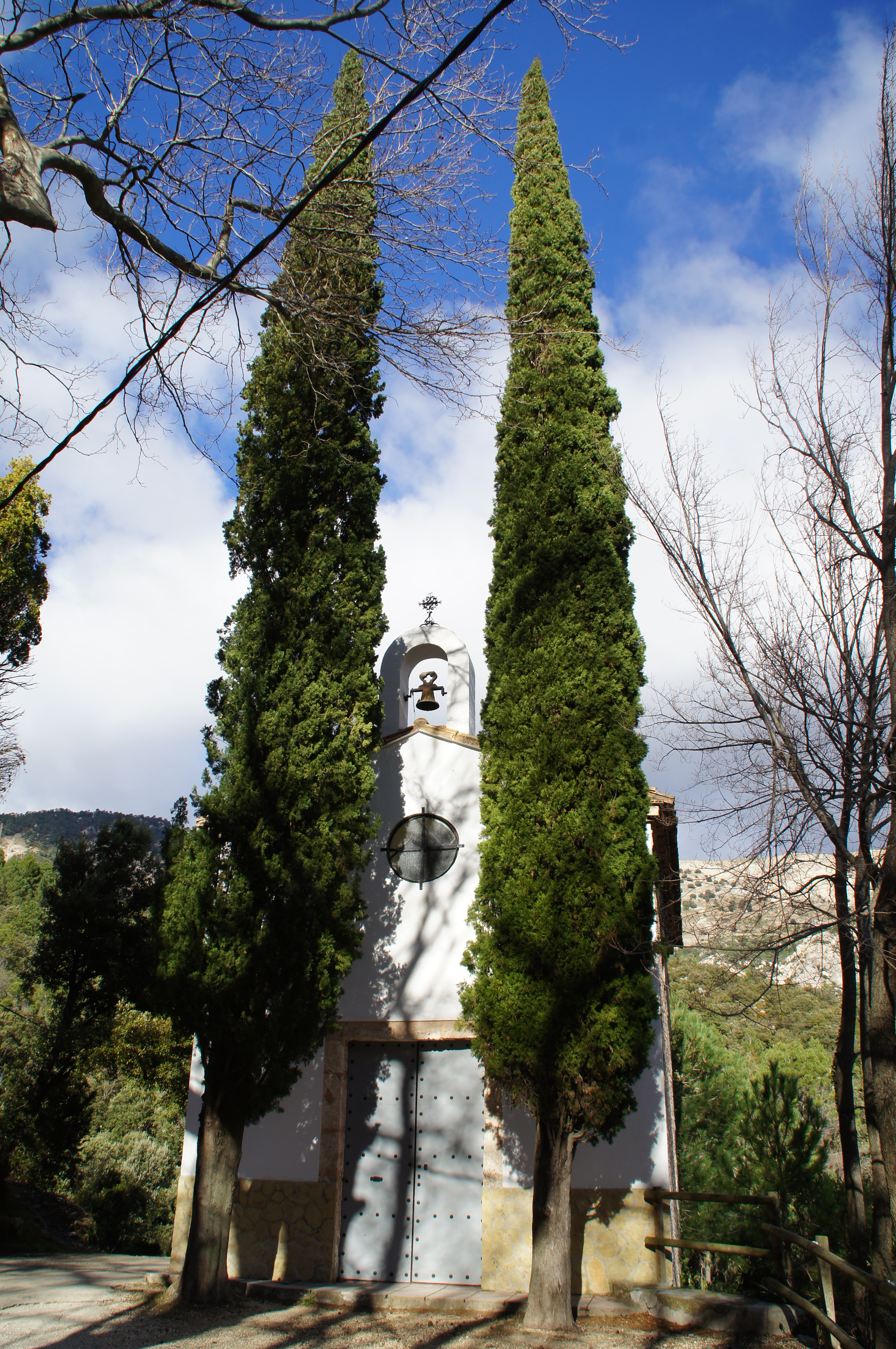
Magdalenenkapelle
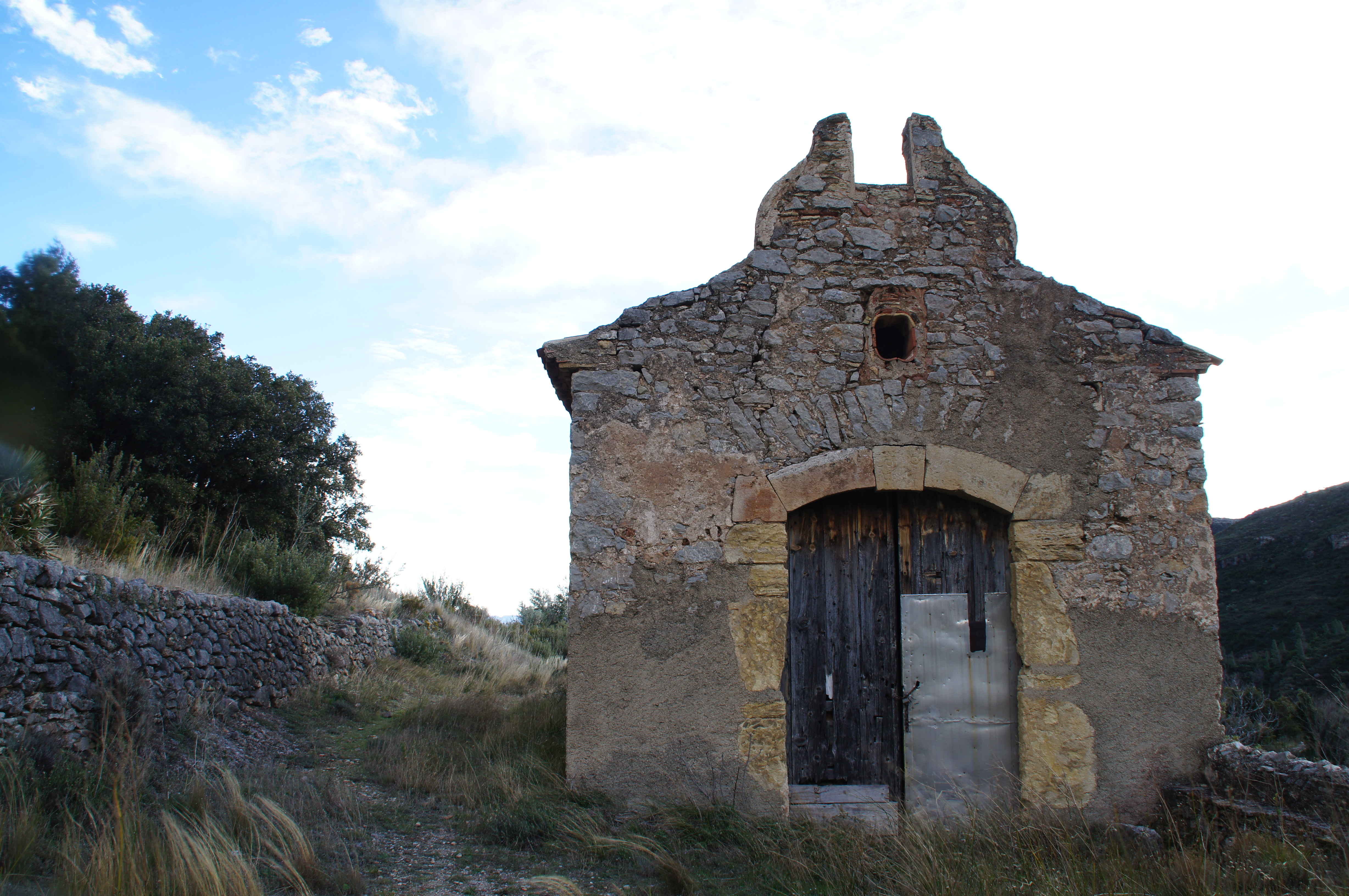
Luzienkapelle